# Jonathan Evans
Jonathan Evans (ur. w 1958) – dyrektor generalny MI5 od 2007 roku do 2013 roku.
Z wykształcenia jest filologiem klasycznym. W MI5 pracował od 1980 r. do 2013 roku.
Posiada doświadczenie w zwalczaniu terroryzmu północnoirlandzkiego, odpowiadał za pierwsze w Wielkiej Brytanii dochodzenie przeciwko Al-Kaidzie w 2000 r.
Zastąpił na stanowisku Elizę Manningham-Buller.